# Llista d'episodis d'A dalt i a baix
A dalt i a baix (Upstairs, Downstairs) és una sèrie dramàtica de televisió britànica creada per Jean Marsh i Eileen Atkins, i desenvolupada per Alfred Shaughnessy per a la London Weekend Television. La sèrie consta de 68 episodis d'una hora de durada que es van emetre al Regne Unit per ITV del 1971 al 1975 i als Estats Units com a part del Masterpiece Theatre de PBS del 1974 al 1977. Finalment, es va emetre a més de 70 països a una audiència de més de mil milions d’espectadors. A Catalunya es va poder veure primer per TVE només en castellà des de 1981, i posteriorment, de 1990 a 1991 per TV3 en català.
La sèrie està ambientada durant el període 1903-1930 i té lloc en gran part a la casa londinenca de la família Bellamy. El "pis de dalt" i el "pis de baix" del títol es refereixen, respectivament, als Bellamys i als seus servents. La primera temporada va presentar a David Langton com a Richard Bellamy, Rachel Gurney com a esposa, Marjorie, Nicola Pagett com a filla, Elizabeth i Simon Williams com a fill, James. Els empleats de la llar eren Gordon Jackson com a Angus Hudson (el majordom), Angela Baddeley com a Sra. Bridges (la cuinera), Jean Marsh com Rose Buck (la minyona principal), Pauline Collins com Sarah Moffat (minyona), Patsy Smart com Maude Roberts (criada personal de Lady Marjorie Bellamy), Christopher Beeny com a Edward (primer criat) i George Innes com Alfred (el lacai). A la segona sèrie Jenny Tomasin va ser presentada com a Ruby (una minyona de cuina) i George Innes va ser substituït per John Alderton com a Thomas Watkins. Més tard, Alderton i Pauline Collins van interpretar els seus personatges en una sèrie derivada, Thomas i Sarah.
Rachel Gurney i Nicola Pagett van abandonar el programa després de la segona sèrie. La tercera sèrie va presentar a Meg Wynn Owen com a Hazel Forrest, Lesley-Anne Down com a Georgina Worsley (la "neboda" de Richard Bellamy - la fillastra del difunt germà de Lady Marjorie, Hugo) i Jacqueline Tong com a Daisy Peel (una altra criada). Owen va ser rellevat del repartiment després de la quarta sèrie i substituït a la cinquena per Hannah Gordon com a Virginia Hamilton, que es converteix en la segona esposa de Richard Bellamy. Anthony Andrews també es va convertir en un habitual de la cinquena sèrie en el paper de Lord Robert Stockbridge, igual que Karen Dotrice com Lily Hawkins, una altra criada de la casa Bellamy.
Upstairs, Downstairs va guanyar dos premis BAFTA, set Emmys i un premi Peabody i Golden Globe. La sèrie completa s'ha publicat en DVD.

## Visió general
| Temporades | Temporades | Número d’episodis | Emissió                         | Emissió                         | Número de discs          | Publicació en DVD      | Publicació en DVD | Publicació en DVD      | Publicació en DVD | Publicació en DVD     | Publicació en DVD |
| Temporades | Temporades | Número d’episodis | Emissió                         | Emissió                         | Número de discs          | Regió 1                | Regió 1           | Regió 2                | Regió 2           | Regió 4               | Regió 4           |
| Temporades | Temporades | Número d’episodis | Estrena de sèrie                | Final de sèrie                  | Número de discs          | Estrena                | Ref               | Estrena                | Ref               | Estrena               | Ref               |
| ---------- | ---------- | ----------------- | ------------------------------- | ------------------------------- | ------------------------ | ---------------------- | ----------------- | ---------------------- | ----------------- | --------------------- | ----------------- |
|            | 1          | 13                | 10 d'octubre de 1971            | 5 de març de 1972               | 4                        | 19 de setembre de 2005 | [ 13 ]            | 25 de setembre de 2001 | [ 14 ]            | 1 de setembre de 2008 | [ 15 ]            |
|            | 2          | 13                | 21 d'octubre de 1972            | 19 de gener de 1973             | 4                        | 27 de febrer de 2006   | [ 16 ]            | 2 de febrer de 2002    | [ 17 ]            | 1 de desembre de 2008 | [ 18 ]            |
|            | 3          | 13                | 27 d'octubre de 1973            | 19 de gener de 1974             | 4                        | 1 de maig de 2006      | [ 19 ]            | 26 de març de 2002     | [ 20 ]            | 1 de desembre de 2008 | [ 21 ]            |
|            | 4          | 13                | 14 de setembre de 1974          | 7 de desembre de 1974           | 4                        | 28 d'agost de 2006     | [ 22 ]            | 27 d'agost de 2002     | [ 23 ]            | 2 de març de 2009     | [ 24 ]            |
|            | 5          | 16                | 7 de setembre de 1975           | 21 de desembre de 1975          | 4                        | 6 de novembre de 2006  | [ 25 ]            | 27 d'agost de 2002     | [ 26 ]            | 2 de març de 2009     | [ 27 ]            |
| -          | -          | 68                | Sèrie completa                  | Sèrie completa                  | 21 (Regne Unit) 20 (EUA) | 31 de març de 2008     | [ 28 ]            | 26 de novembre de 2002 | [ 29 ]            | 28 d'agost de 2009    | [ 30 ]            |
| -          | -          | 81                | Megaset (inclou Thomas i Sarah) | Megaset (inclou Thomas i Sarah) | 24                       | 25 d'octubre de 2005   | [ 31 ]            | no publicat            | -                 | no publicat           | -                 |

## Episodis
Es van produir i emetre un total de 68 capítols d’una hora durant la tirada original de Upstairs, Downstairs. Es llisten per ordre d’emissió original al Regne Unit. Es llisten dos números (nº) per a cada episodi. El primer indica el número de tota la sèrie, mentre que el segon és el seu número dins de la temporada.

### Primera temporada (1971–72)
La primera temporada s'estableix entre novembre de 1903 i juny de 1908 i consta de 13 episodis que es van emetre en dues seccions separades (octubre-novembre de 1971 i gener-març de 1972). Aquesta sèrie va guanyar el BAFTA al millor drama.
Els primers sis episodis es van fer en blanc i negre a causa d’una vaga a les empreses ITV. Quan les instal·lacions de color van tornar a estar disponibles a mitjans de la producció de la sèrie, la London Weekend Television va refer el primer episodi en color al final del primer bloc de sèries, fent així la sèrie més comercialitzable per a les transmissions a l'estranger. La versió original en blanc i negre va ser posteriorment destruïda. Es van editar dues versions en color de l'episodi, amb l'episodi destinat a la transmissió a l'estranger que mostrava Sarah (Pauline Collins) abandonant Eaton Place (com fa a "Board Wages") per mantenir la continuïtat de la sèrie amb els episodis en blanc i negre omesos. TV3 només va emetre els episodis en color, dividits en dues meitats.
Per a projeccions originals als Estats Units, es van fusionar tres episodis de la primera sèrie britànica i deu de la segona en una sola temporada de 13 episodis. Els episodis inutilitzats d'aquestes dues temporades es van emetre finalment el 1989 sota el segell "The Missing Episodes" (Els episodis que falten).
| nº | nº | Títol                                                         | Escriptor(s)                          | Director        | Data d'estrena al Regne Unit | Data d'estrena en català          |
| 01 | 01 | A prova On Trial                                              | Fay Weldon                            | Raymond Menmuir | 10 octubre 1971              | 26 setembre 1990 27 setembre 1990 |
| 02 | 02 | The Mistress and the Maids                                    | Alfred Shaughnessy                    | Derek Bennett   | 17 octubre 1971              | No estrenat                       |
| 03 | 03 | Board Wages                                                   | Terence Brady & Charlotte Bingham     | Derek Bennett   | 24 octubre 1971              | No estrenat                       |
| 04 | 04 | The Path of Duty                                              | John Harrison                         | Joan Kemp-Welch | 31 octubre 1971              | No estrenat                       |
| 05 | 05 | A Suitable Marriage                                           | Jeremy Paul                           | Joan Kemp-Welch | 7 novembre 1971              | No estrenat                       |
| 06 | 06 | A Cry for Help                                                | Julian Bond                           | Derek Bennett   | 14 novembre 1971             | No estrenat                       |
| 07 | 07 | Finestrals màgics Magic Casements                             | John Hawkesworth                      | Joan Kemp-Welch | 23 gener 1972                | 28 setembre 1990 1 octubre 1990   |
| 08 | 08 | Em moro d'amor I Dies from Love                               | Terence Brady & Charlotte Bingham     | Raymond Menmuir | 30 gener 1972                | 2 octubre 1990 3 octubre 1990     |
| 09 | 09 | Per què té la porta tancada amb clau? Why Is Her Door Locked? | Alfred Shaughnessy                    | Brian Parker    | 6 febrer 1972                | 4 octubre 1990 5 octubre 1990     |
| 10 | 10 | Una veu del passat A Voice from the Past                      | Jeremy Paul                           | Raymond Menmuir | 13 febrer 1972               | 8 octubre 1990 9 octubre 1990     |
| 11 | 11 | El tigre suec The Swedish Tiger                               | Raymond Bowers                        | Brian Parker    | 20 febrer 1972               | 10 octubre 1990 11 octubre 1990   |
| 12 | 12 | La clau de la porta The Key of the Door                       | John Hawkesworth & Alfred Shaughnessy | Raymond Menmuir | 27 febrer 1972               | 12 octubre 1990 15 octubre 1990   |
| 13 | 13 | Per amor a l'amor For Love of Love                            | Rosemary Anne Sisson                  | Herbert Wise    | 5 març 1972                  | 16 octubre 1990 17 octubre 1990   |

### Segona temporada (1972–73)
Per a la seva segona sèrie Upstairs, Downstairs s'estableix del 1908 al 1910. Igual que amb la primera sèrie es van produir un total de 13 episodis. Aquesta vegada tots estaven fets en color. Com s'ha esmentat anteriorment, la primera temporada emesa als Estats Units va ser un conglomerat de tres i deu capítols de, respectivament, la primera i la segona sèrie britànica. Per la seva primera temporada nord-americana, Upstairs, Downstairs va guanyar el Premi Emmy de 1974 per sèries dramàtiques destacades, mentre que Jean Marsh va ser nominada als Emmy com a millor actriu principal d’una sèrie dramàtica.
| nº | nº | Títol                                          | Escriptor(s)                      | Director           | Data d'estrena al Regne Unit | Data d'estrena en català          |
| 14 | 01 | El nou criat The New Man                       | Rosemary Anne Sisson              | Raymond Menmuir    | 21 octubre 1972              | 18 octubre 1990 19 octubre 1990   |
| 15 | 02 | Un parell d'exiliats A Pair of Exiles          | Alfred Shaughnessy                | Cyril Coke         | 28 octubre 1972              | 22 octubre 1990 23 octubre 1990   |
| 16 | 03 | Amor conjugal Married Love                     | John Harrison                     | Raymond Menmuir    | 4 novembre 1972              | 24 octubre 1990 25 octubre 1990   |
| 17 | 04 | El que deu ha unit... Whom God Hath Joined...  | Jeremy Paul                       | Bill Bain          | 10 novembre 1972             | 26 octubre 1990 29 octubre 1990   |
| 18 | 05 | El convidat d'honor Guest of Honour            | Alfred Shaughnessy                | Bill Bain          | 17 novembre 1972             | 30 octubre 1990 31 octubre 1990   |
| 19 | 06 | La propietat d'una dama The Property of a Lady | Alfred Shaughnessy                | Derek Bennett      | 24 novembre 1972             | 1 novembre 1990 2 novembre 1990   |
| 20 | 07 | El vostre criat obedient Your Obedient Servant | Fay Weldon                        | Derek Bennett      | 1 desembre 1972              | 5 novembre 1990 6 novembre 1990   |
| 21 | 08 | D'un altre temps Out of the Everywhere         | Terence Brady & Charlotte Bingham | Christopher Hodson | 8 desembre 1972              | 7 novembre 1990 8 novembre 1990   |
| 22 | 09 | Un objecte de valor An Object of Value         | Jeremy Paul                       | Raymond Menmuir    | 15 desembre 1972             | 9 novembre 1990 12 novembre 1990  |
| 23 | 10 | Un delicte especial A Special Mischief         | Anthony Skene                     | Raymond Menmuir    | 29 desembre 1972             | 13 novembre 1990 14 novembre 1990 |
| 24 | 11 | Els fruits de l'amor The Fruits of Love        | John Hawkesworth                  | Christopher Hodson | 5 gener 1973                 | 15 novembre 1990 16 novembre 1990 |
| 25 | 12 | El salari del pecat The Wages of Sin           | Anthony Skene                     | Christopher Hodson | 12 gener 1973                | 19 novembre 1990 20 novembre 1990 |
| 26 | 13 | Una reunió familiar A Family Gathering         | Alfred Shaughnessy                | Raymond Menmuir    | 19 gener 1973                | 21 novembre 1990 22 novembre 1990 |

### Tercera temporada (1973–74)
La tercera temporada està ambientada a l'era de la Primera Guerra Mundial de 1912-14 i consta de 13 episodis en color. Per a aquesta sèrie Upstairs, Downstairs va guanyar el BAFTA a la millor sèrie dramàtica i els premis Emmy i Golden Globe a la sèrie dramàtica destacada. Jean Marsh va guanyar l'Emmy a la millor actriu protagonista en una sèrie dramàtica i una nominació als Globus d'Or a la millor actriu en un drama. Angela Baddeley va ser nominada als Emmy per la millor actuació contínua d’una actriu secundària.
| nº | nº | Títol                                         | Escriptor(s)                          | Director           | Data d'estrena al Regne Unit | Data d'estrena en català          |
| 27 | 01 | La senyora Forrest Miss Forrest               | Alfred Shaughnessy                    | Bill Bain          | 27 octubre 1973              | 23 novembre 1990 26 novembre 1990 |
| 28 | 02 | Una casa dividida A House Divided             | Rosemary Anne Sisson                  | Christopher Hodson | 3 novembre 1973              | 27 novembre 1990 28 novembre 1990 |
| 29 | 03 | Canvi d'escenari A Change of Scene            | Rosemary Anne Sisson                  | Bill Bain          | 10 novembre 1973             | 29 novembre 1990 30 novembre 1990 |
| 30 | 04 | Un secret de família A Family Secret          | Alfred Shaughnessy                    | Derek Bennett      | 17 novembre 1973             | 3 desembre 1990 4 desembre 1990   |
| 31 | 05 | El colom de la Rose Rose's Pigeon             | Jeremy Paul                           | Bill Bain          | 24 novembre 1973             | 5 desembre 1990 6 desembre 1990   |
| 32 | 06 | Desig de canvi Desirous of Change             | Fay Weldon                            | Lionel Harris      | 1 desembre 1973              | 7 desembre 1990 10 desembre 1990  |
| 33 | 07 | Paraula d'honor Word of Honour                | Anthony Skene                         | Christopher Hodson | 8 desembre 1973              | 11 desembre 1990 12 desembre 1990 |
| 34 | 08 | Desbocada The Bolter                          | John Hawkesworth                      | Cyril Coke         | 15 desembre 1973             | 13 desembre 1990 14 desembre 1990 |
| 35 | 09 | Pau a la terra Goodwill to All Men            | Alfred Shaughnessy & Deborah Mortimer | Christopher Hodson | 22 desembre 1973             | 17 desembre 1990 18 desembre 1990 |
| 36 | 10 | El que el lacai va veure What the Footman Saw | Jeremy Paul                           | Cyril Coke         | 29 desembre 1973             | 19 desembre 1990 20 desembre 1990 |
| 37 | 11 | Un perfecte estrany A Perfect Stranger        | Jeremy Paul                           | Christopher Hodson | 5 gener 1974                 | 21 desembre 1990 24 desembre 1990 |
| 38 | 12 | El tro llunyà Distant Thunder                 | Alfred Shaughnessy                    | Bill Bain          | 12 gener 1974                | 27 desembre 1990 28 desembre 1990 |
| 39 | 13 | Tempesta inesperada The Sudden Storm          | John Hawkesworth                      | Bill Bain          | 19 gener 1974                | 31 desembre 1990 2 gener 1991     |

### Quarta temporada (1974)
La quarta temporada està ambientada durant el període de la Primera Guerra Mundial (1914–18) i consta de 13 episodis en color. Aquesta sèrie va guanyar un Emmy per la sèrie limitada excepcional i Gordon Jackson va guanyar el Premi Emmy Primetime a l’actor millor convidat en una sèrie dramàtica. Jean Marsh, Angela Baddeley i Christopher Hodson van rebre nominacions als Emmy per, respectivament, actriu principal destacada en una sèrie dramàtica, interpretació continuada excepcional d’una actriu secundària i direcció destacada en una sèrie dramàtica.
| nº | nº | Títol                                                                | Escriptor(s)                               | Director           | Data d'estrena al Regne Unit | Data d'estrena en català     |
| 40 | 01 | Un sacrifici patriòtic A Patriotic Offering                          | Rosemary Anne Sisson                       | Derek Bennett      | 14 setembre 1974             | 3 gener 1991 4 gener 1991    |
| 41 | 02 | Notícies del front News from the Front                               | John Hawkesworth                           | Derek Bennett      | 21 setembre 1974             | 7 gener 1991 8 gener 1991    |
| 42 | 03 | La quinta columna The Beastly Hun                                    | Jeremy Paul                                | Bill Bain          | 28 setembre 1974             | 9 gener 1991 10 gener 1991   |
| 43 | 04 | Les dones no ploren Women Shall Not Weep                             | Alfred Shaughnessy                         | Christopher Hodson | 5 octubre 1974               | 11 gener 1991 14 gener 1991  |
| 44 | 05 | Estrebada de guerra Tug of War                                       | Rosemary Anne Sisson                       | Derek Bennett      | 12 octubre 1974              | 15 gener 1991 16 gener 1991  |
| 45 | 06 | Foc de brases belles Home Fires                                      | Jeremy Paul                                | Bill Bain          | 19 octubre 1974              | 17 gener 1991 18 gener 1991  |
| 46 | 07 | Si fossis l'única noia al món If You Were the Only Girl in the World | John Hawkesworth                           | Raymond Menmuir    | 26 octubre 1974              | gener 1991                   |
| 47 | 08 | Els morts heroics The Glorious Dead                                  | Alfred Shaughnessy & Elizabeth Jane Howard | Raymond Menmuir    | 2 novembre 1974              | gener 1991                   |
| 48 | 09 | Un altre any Another Year                                            | Alfred Shaughnessy                         | Cyril Coke         | 9 novembre 1974              | gener 1991                   |
| 49 | 10 | El comiat de l'heroi The Hero's Farewell                             | Rosemary Anne Sisson                       | Bill Bain          | 16 novembre 1974             | gener 1991                   |
| 50 | 11 | Desaparegut, possiblement mort Missing Believed Killed               | Jeremy Paul                                | Christopher Hodson | 23 novembre 1974             | 4 febrer 1991 5 febrer 1991  |
| 51 | 12 | Afrontant terribles perills Facing Fearful Odds                      | John Hawkesworth                           | Raymond Menmuir    | 6 febrer 1991 7 febrer 1991  |                              |
| 52 | 13 | Després del dolor la pau Peace out of Pain                           | Alfred Shaughnessy                         | Christopher Hodson | 7 desembre 1974              | 8 febrer 1991 11 febrer 1991 |

### Cinquena temporada (1975)
La darrera temporada se situa en la postguerra del 1919 al 30 i consta de 16 episodis en color. Una vegada més Upstairs, Downstairs va guanyar un Emmy per a sèrie dramàtica destacada, mentre que Jacqueline Tong va rebre una nominació a la interpretació contínua excepcional d’una actriu secundària en una sèrie dramàtica. La sèrie també va rebre un premi Peabody per aquesta temporada.
| nº | nº | Títol                                                           | Escriptor(s)         | Director           | Data d'estrena al Regne Unit | Data d'estrena en català      |
| 53 | 01 | Que comenci el ball On With the Dance                           | Alfred Shaughnessy   | Bill Bain          | 7 setembre 1975              | 12 febrer 1991 13 febrer 1991 |
| 54 | 02 | Un lloc en el món A Place in the World                          | Jeremy Paul          | Christopher Hodson | 14 setembre 1975             | 14 febrer 1991 15 febrer 1991 |
| 55 | 03 | Rieu una mica més fort, si us plau Laugh a Little Louder Please | Rosemary Anne Sisson | Derek Bennett      | 21 setembre 1975             | 18 febrer 1991 19 febrer 1991 |
| 56 | 04 | Un passeig The Joy Ride                                         | Alfred Shaughnessy   | Bill Bain          | 28 setembre 1975             | 20 febrer 1991 21 febrer 1991 |
| 57 | 05 | Es busca casa Wanted - A Good Home                              | John Hawkesworth     | Christopher Hodson | 5 octubre 1975               | 22 febrer 1991 25 febrer 1991 |
| 58 | 06 | L'antiga flama An Old Flame                                     | John Hawkesworth     | Derek Bennett      | 12 octubre 1975              | 26 febrer 1991 27 febrer 1991 |
| 59 | 07 | Desil·lusió Disillusion                                         | Alfred Shaughnessy   | Bill Bain          | 19 octubre 1975              | 28 febrer 1991 1 març 1991    |
| 60 | 08 | Un home encantador Such a Lovely Man                            | Rosemary Anne Sisson | Christopher Hodson | 26 octubre 1975              | 4 març 1991 5 març 1991       |
| 61 | 09 | Nou dies insòlits The Nine Days Wonder                          | Jeremy Paul          | Simon Langton      | 2 novembre 1975              | 6 març 1991 7 març 1991       |
| 62 | 10 | El suplent The Understudy                                       | Jeremy Paul          | James Ormerod      | 9 novembre 1975              | 8 març 1991 11 març 1991      |
| 63 | 11 | Alberto                                                         | Alfred Shaughnessy   | Christopher Hodson | 16 novembre 1975             | 12 març 1991 13 març 1991     |
| 64 | 12 | Mai més has de tornar Will Ye No Come Back Again                | Rosemary Anne Sisson | Bill Bain          | 23 novembre 1975             | 14 març 1991 15 març 1991     |
| 65 | 13 | S'ha acabat la broma Joke Over                                  | Rosemary Anne Sisson | Bill Bain          | 30 novembre 1975             | 18 març 1991 19 març 1991     |
| 66 | 14 | Noblesa obliga Noblesse Oblige                                  | John Hawkesworth     | Cyril Coke         | 7 desembre 1975              | 20 març 1991 21 març 1991     |
| 67 | 15 | La caiguda final All the King's Horses                          | Jeremy Paul          | Simon Langton      | 14 desembre 1975             | 22 març 1991 23 març 1991     |
| 68 | 16 | Cap a on em durà la vida Whither Shall I Wander?                | John Hawkesworth     | Bill Bain          | 21 desembre 1975             | 26 març 1991 27 març 1991     |